# Zaburzenia pozorowane
Zaburzenia pozorowane (ang. factitious disorders) – grupa zaburzeń psychicznych cechujących się świadomym, lecz wywoływanym impulsywnie, wytwarzaniem lub udawaniem objawów chorobowych, w celu przyjęcia roli chorego. 
Osoba pozorująca nie czerpie z symulacji wtórnych korzyści natury ekonomicznej. Demonstrowane objawy należą do grupy objawów somatycznych lub psychicznych.
Do zaburzeń pozorowanych należą: zespół Münchhausena i zastępczy zespół Münchhausena.
Konieczne jest różnicowanie z symulacją.